# Oraison
Oraison ist eine französische Gemeinde mit 6042 Einwohnern (Stand 1. Januar 2022) im Département Alpes-de-Haute-Provence in der Region Provence-Alpes-Côte d’Azur. Sie gehört zum Kanton Oraison im Arrondissement Forcalquier.

## Geographie
Oraison liegt zwischen dem Luberon und der Verdonschlucht im Durancetal.

## Geschichte

### Internierungslager Camp d'Oraison
In Bras-d’Asse bestand seit dem Sommer 1940 ein Centre de séjour surveillé (CSS, Zentrum für überwachte Aufenthalte), in dem das Vichy-Regime politisch unerwünschte Personen (vor allem Kommunisten, oder solche Menschen, die das Regime dafür hielt) internierte.
Ende Oktober 1940 wurde das Camp de Bras-d'Asse aufgelöst und dessen Insassen in andere Lager verlegt, so auch in das Camp d'Oraison.
Im Dezember 1940 beherbergte das Camp 380 Männer, die in zehn Gebäuden untergebracht waren. 103 von ihnen wurden im Schloss einquartiert, der Rest in angemieteten Schuppen, die von den Gefangenen umgebaut wurden. Die Bewachung der Internierten oblag den Gendarmen und Mobilgardisten.
Während ihres Aufenthalts im Camp mussten die Internierten einen Damm an der Durance bauen und arbeiteten auch an einem Bewässerungskanal.
Am 7. Februar 1941 wurde das Camp d'Oraison geschlossen und 296 Insassen in das Lager Les Pescayres in Saint-Sulpice-la-Pointe verlegt. Andere kamen in das Camp du Chaffaut im Département Alpes-de-Haute-Provence, ins Internierungslager Fort Barraux und ins Camp de Nexon. Einige wenige wurden auch in die algerischen Internierungslager in El Djelfa und in das Camp de Bossuet gebracht.

## Bevölkerungsentwicklung
| Jahr      | 1962 | 1968 | 1975 | 1982 | 1990 | 1999 | 2009 | 2018 |
| Einwohner | 2350 | 2702 | 2667 | 2963 | 3509 | 4114 | 5300 | 5891 |

## Sehenswürdigkeiten

### Schloss
Um 1720 erbaute die Familie Fulque ein Schloss im Renaissance-Stil. 1772 wurde es während der Französischen Revolution zerstört und mit einem zusätzlichen Stockwerk neu errichtet. Louis Pasteur hielt sich einige Zeit hier auf.

### Kanal
Bekannt ist auch der ein Wasserkraftwerk speisende Canal d’Oraison, der das Wasser der Durance nutzt. Er entstand in den Jahren 1959 bis 1962.

## Persönlichkeiten
In Oraison wurde Jean Marc Gaspard Itard (* 24. April 1774; † 5. Juli 1838 in Paris), ein französischer Arzt und Taubstummenlehrer geboren.

## Gemeindepartnerschaft
Eine Partnerschaft besteht mit der italienischen Gemeinde Traversetolo in der Emilia-Romagna, Italien.